# Christian Wilhelm Janssen
Christian Wilhelm Janssen (Amsterdam, 29 januari 1860 − Nieuwendam, 14 december 1927) (ook vaak aangeduid als C.W. Janssen) was een Nederlands ondernemer, filantroop en Indië-kenner.

## Biografie
C.W. Janssen werd geboren op 29 januari 1860 in Amsterdam, als oudste zoon van Peter Wilhelm Janssen, destijds eveneens een bekende koopman/filantroop. Hij doorliep het Gymnasium in Hannover en ging vervolgens geschiedenis studeren (1879-1882) in Genève, Leipzig, Heidelberg en Straatsburg. Hierna, op 22-jarige leeftijd, maakte hij zijn eerste wereldreis. Hij bleef onder andere geruime tijd op Sumatra, waar de Deli Maatschappij, het bedrijf van zijn vader, belangrijke activiteiten had. In 1883 keerde hij terug naar Straatsburg om zijn studie verder af te ronden. Hij promoveerde, op 19 februari 1886, in de Staatswetenschappen, op een proefschrift Die holländische Kolonialwirtschaft in den Battakländern von Sumatra (De Hollandse koloniale economie in de Bataklanden van Sumatra). Hij heeft zijn verdere leven een grote belangstelling voor het Batakvolk behouden. Na zijn promotie ging Janssen weer voor bijna een jaar op reis en bezocht hij onder andere Egypte, Brits-Indië, Sumatra en Java.
In 1889 neemt Janssen een plantage over in Noord-Oost Sumatra, die hij omdoopt tot de Senembah Maatschappij. De Senembah Maatschappij zal later uitgroeien tot een van de grootste handelsmaatschappijen van de Oostkust van Sumatra. Janssen werd een vermogend man, maar hij was ook een zeer sociaal betrokken mens. De Senembah Maatschappij onderscheidde zich al omdat Janssen ter plaatse in Deli, initiatieven ondernam om de gezondheidstoestand en het opleidingsniveau van zijn werknemers te verbeteren. Onder meer door de bouw van een ziekenhuis in Medan.
Daarnaast gebruikte hij zijn vermogen (maar ook zijn netwerk van andere vermogende ondernemers) vooral om maatschappelijke 'projecten' te initiëren en te ondersteunen. Samen met onder anderen Jan Kruseman, organiseerde hij vanuit de Volksbond tegen Drankmisbruik het opzetten van koffiehuizen. Om het welzijn in Amsterdam te verbeteren stichtte hij met Hélène Mercier "Ons Huis" in de Rozenstraat en renoveerde hij een deel van de Jordaan middels de N.V. Bouwonderneming ‘Jordaan'.
Met zijn vader en Rindert Van Zinderen Bakker kocht hij land op in Friesland, dat hij tegen een lage pacht aan lokale keuterboeren aanbod om deze te ontginnen en te bebouwen. Hieruit is later de P.W. Janssen's Friesche Stichting ontstaan, vandaag de dag nog steeds een van de grootste landeigenaren in de Noordelijke provincies. Ook was hij nauw betrokken bij de oprichting van het Koloniaal Instituut (het latere Koninklijk Instituut voor de Tropen).
De regering erkende zijn vele verdiensten door hem te benoemen tot Officier in de orde van Oranje-Nassau, in 1921 nog gevolgd door de onderscheiding van Ridder in de orde van de Nederlandse Leeuw. Dr. C.W. Janssen overleed op 14 december 1927 en werd op 17 december op Westerveld gecremeerd. Zijn weduwe Susanna Dorothea Anna Rehbock (1862-1933) overleed zes jaar later, in Hilversum.

## Sociaal-Maatschappelijke activiteiten
- Mede-oprichter en eerste Directeur van de N.V. Bouwonderneming ‘Jordaan'
- Mede-oprichter en financier (met zijn vader) van de Vereniging Ons Huis[4], in de Rozenstraat in Amsterdam
- Mede-oprichter en bestuurslid van Opleidings-inrichting voor Socialen Arbeid (later Vereeniging School voor Maatschappelijk Werk), gefinancierd door vader P.W.
- Mede-oprichter en lid Raad van Beheer van het Koloniaal Instituut (voorloper Koninklijk Instituut voor de Tropen)